# إليزابيث جي. فيريس
إليزابيث جي. فيريس (بالإنجليزية: Elizabeth G. Ferris)‏ هي أكاديمية أمريكية، ولدت في 1950.